# Peter II. Nowag
Peter Nowag (auch: Peter Nowak; * in Nowag bei Neisse, Fürstentum Neisse; † 6. Februar 1456 in Ottmachau) war Fürstbischof von Breslau.

## Aufstieg zum Bischof
Peters Geburtsdatum und Herkunft sind nicht bekannt. Um 1430 lehrte er als Professor an der Wiener Universität, wo er vorher Kirchenrecht studiert hatte und den Grad eines Doctor decretorum erwarb. Nach seiner Rückkehr nach Schlesien wurde er Domherr am Breslauer Dom und erlangte bald weitere hohe Ämter:
- 1436–1441 Domkustos
- 1437–1441 bischöflicher Generalvikar
- 1438 königlicher Hofkaplan
- 1438–1439 Offizial
- 1439 bischöflicher Kanzler
- 1440 Propst in Hirschberg
- 1442–1447 Dompropst
- 1444–1445 Bistumsadministrator

## Fürstbischof von Breslau

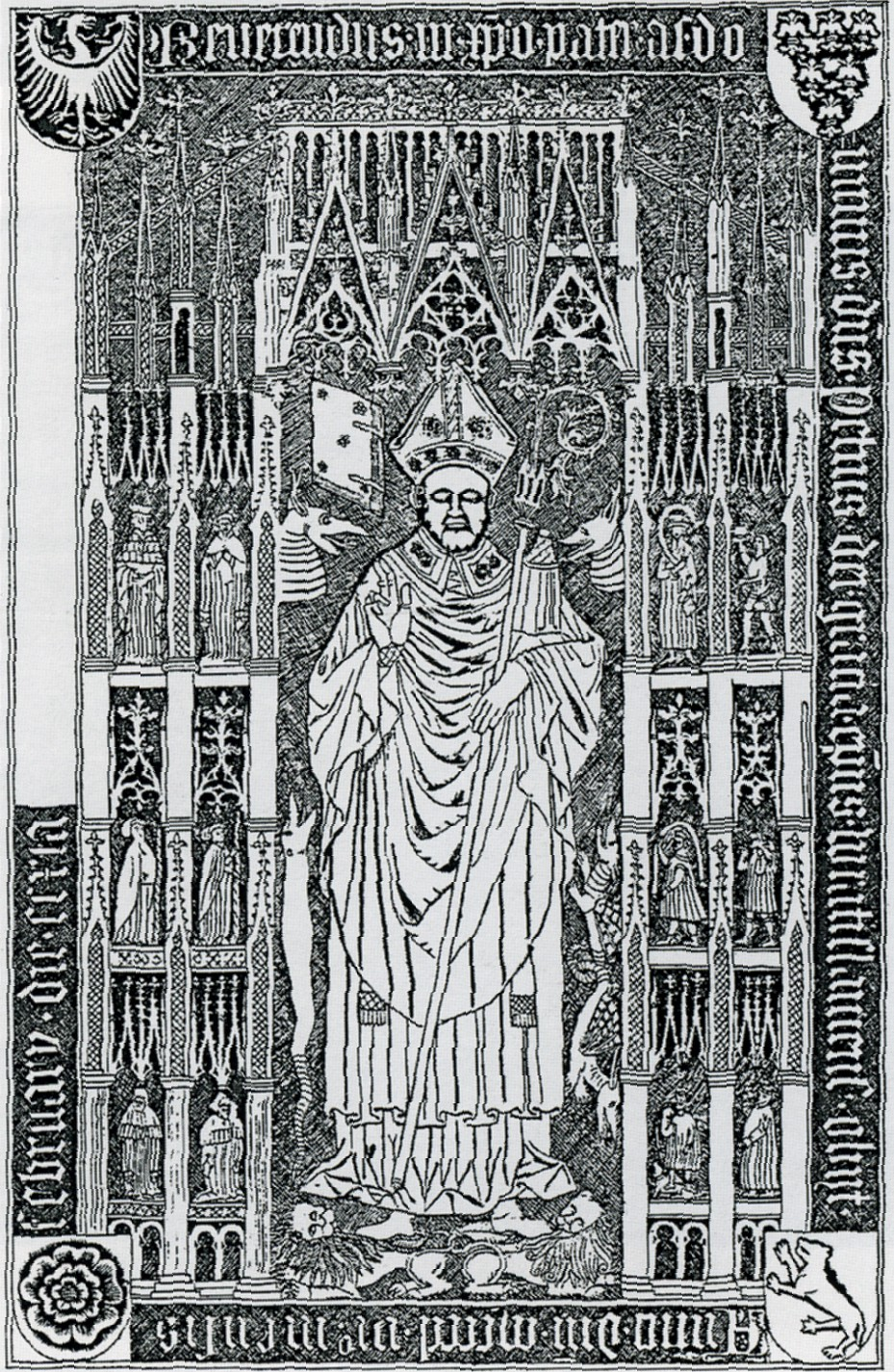
Epitaph des Peter Nowak

Nach dem Tod des Breslauer Bischofs Konrad von Oels wählte das Domkapitel am 5. September 1447 Peter Nowag zu dessen Nachfolger. Vorher wurde eine sog. Wahlkapitulation abgeschlossen, in der die Rechte und Pflichten des künftigen Bischofs und des Domkapitels festgelegt wurden. Nachdem die Wahl vom Gnesener Erzbischof bestätigt wurde, erfolgte am 22. Oktober 1447 die Bischofsweihe. Die Wahl wurde jedoch von Papst Nikolaus V. beanstandet, weil versäumt wurde, vorher dessen Zustimmung einzuholen. Nach Verhängung verschiedener Strafen bestätigte er sie schließlich am 7. Juni 1448 doch noch.
Peter war bemüht, das religiöse Leben seiner Diözese und die Disziplin des Klerus zu heben. Er hielt mehrere Diözesansynoden ab und ließ Johann von Capistran in Breslau gegen die Hussiten und Ungläubigen predigen.
Da bei seinem Amtsantritt durch die Verwüstungen der Hussiteneinfälle die finanziellen Verhältnisse der Diözese zerrüttet waren, unternahm er große Anstrengungen, sie zu verbessern. Er löste verpfändete Kirchengüter aus und baute während seiner Amtszeit die Schulden weitgehend ab.
Seine politische Haltung als Breslauer Bischof und Fürst von Neisse war eine prohabsburgische. Er setzte sich für die Anerkennung von König Ladislaus Postumus ein und vermittelte bei innerschlesischen Konflikten.
Er wurde im Breslauer Dom bestattet. Das Epitaph, das vermutlich der Breslauer Rotgießer Jost Tauchen schuf, zeigt ihn in vollem Bischofsornat.